# Salinator fragilis
Salinator fragilis es una especie de caracol pequeño.